# Sofía Castro
Angélica Sofía Castro Rivera  (Mexikóváros, 1996. október 30. –) mexikói színésznő, modell.

## Élete és pályafutása
Édesanyja Angélica Rivera színésznő. Édesapja José Alberto Castro producer. Két testvére van: Fernanda és Regina. 
Első szerepét 2003-ban kapta az Alegrijes y rebujos című sorozatban. 2010-ben a Teresa című teleregényben Sofía szerepét játszotta. 2011-ben Eglantina szerepét játszotta az Esperanza del Corazónban. 2012-ben a Cachito de cielo című teleregényben Sofía Salvatierra szerepét játszotta.

## Filmográfia
| Év   | Eredeti cím              | Cím              | Szerep                     |
| ---- | ------------------------ | ---------------- | -------------------------- |
| 2003 | Alegrijes y rebujos      |                  | Nina                       |
| 2010 | Teresa                   | Teresa           | Sofía                      |
| 2011 | Esperanza del corazón    |                  | Eglantina                  |
| 2012 | Cachito de cielo         |                  | Sofia 'Sofi' Salvatierra   |
| 2013 | Por siempre mi amor      |                  | Dafne Quintana             |
| 2016 | El hotel de los secretos |                  | Eugenia                    |
| 2016 | Vino el amor             | Mámoros szerelem | Fernanda Robles Santamaria |